# Joan Gascó

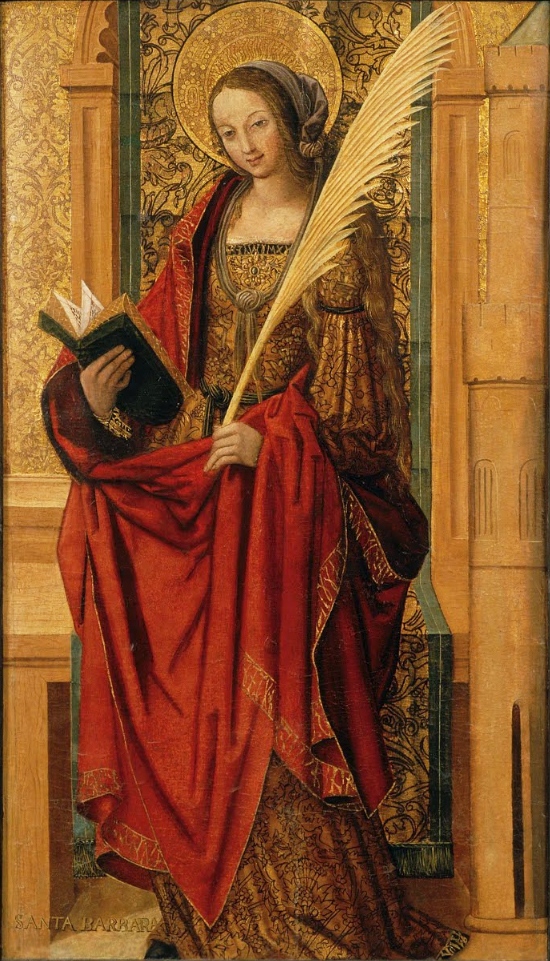
Santa Bàrbara de Joan Gascó (1516) Pintura al tremp i oli sobre fusta. Provinent de la Capella de Santa Maria de la Pietat de Vic (Osona).

Joan Gascó (Tafalla, Navarra, ? - Vic, Osona, 1529) pintor del segle xvi.
Navarrès d'origen, s'establí a Vic cap al 1502. Fou l'autor del retaule de Sant Joan de Fàbregues (1503), del qual es conserven tres taules al museu Episcopal de Vic, i dels de Sant Joan del Galí (1507), Sant Julià de Vilamirosa (1508), al museu Episcopal de Vic on també hi ha una Anunciació de procedència desconeguda datada el 1507, i Sant Romà de Sau (1509).
Evolucionà cap a l'estil renaixentista amb el retaule de Sant Pere de Vilamajor (1513-1516) i el bancal de Sant Joan de les Abadesses (1515). Pintà també la taula de Santa Bàrbara (1516), el calvari de Pruit (1521), la porta de l'armari de la Tresoreria de la catedral de Vic (1525) i el retaule de Sant Bartomeu de l'Hospital de Pelegrins de Vic (1525). Se li atribueix els profetes del retaule de Sant Esteve Protomàrtir de Granollers, actualment al MNAC, i una Santa Faç, actualment al Museu Episcopal de Vic, amb notables influències de Bartolomé Bermejo.